# Ascogrammitis tungurahuae
Ascogrammitis tungurahuae là một loài dương xỉ trong họ Polypodiaceae. Loài này được Sundue mô tả khoa học đầu tiên năm 2010.